# U-974
U-974 – niemiecki okręt podwodny (U-Boot) typu VIIC z okresu II wojny światowej. Okręt wszedł do służby w 1943 roku.

## Historia
Okręt został wcielony do 5. Flotylli U-Bootów celem treningu i zgrania załogi. Od listopada 1943 roku wszedł w skład 7. Flotylli jako jednostka bojowa.
Przebazowany do Norwegii, 18 kwietnia 1944 roku wyruszył na swój pierwszy patrol bojowy. Dzień później, tj. 19 kwietnia 1944 roku w fiordzie w pobliżu Stavanger wynurzony U-Boot płynący w eskorcie trałowca został wykryty przez norweski okręt podwodny KNM „Ula”. Aliancka jednostka z odległości 1200 m wystrzeliła salwę czterech torped. Jedna z nich trafiła U-Boota w okolicach kiosku. Zginęło 42 członków jego załogi, uratowano 8, w tym dowódcę, Oblt. Heinza Wolffa, który już dzień później objął dowództwo U-985.
Wrak U-974, przełamany na dwie części, został odkryty w 1996 roku na głębokości około 190 m.